# 龙洞河 (曲江)
龙洞河，位于中国云南省中部，是曲江下游华溪河段左岸支流，源头也称“窑房河”，发源于江川区雄关乡东北部其林山（麒麟山）南，向西南流至雄关乡窑房村后转东流，入华宁县白龙河水库（此段也称白龙河，旧称浣江），出库后南流经华宁县城宁州街道，最后于华宁县华溪镇大总多村以南入华溪河。全长47.3公里，落差780米，流域面积450.8平方公里，多年平均年径流量1.35亿立方米。下游峡谷地带有象鼻山温泉森林公园。